# Quartier de veille active

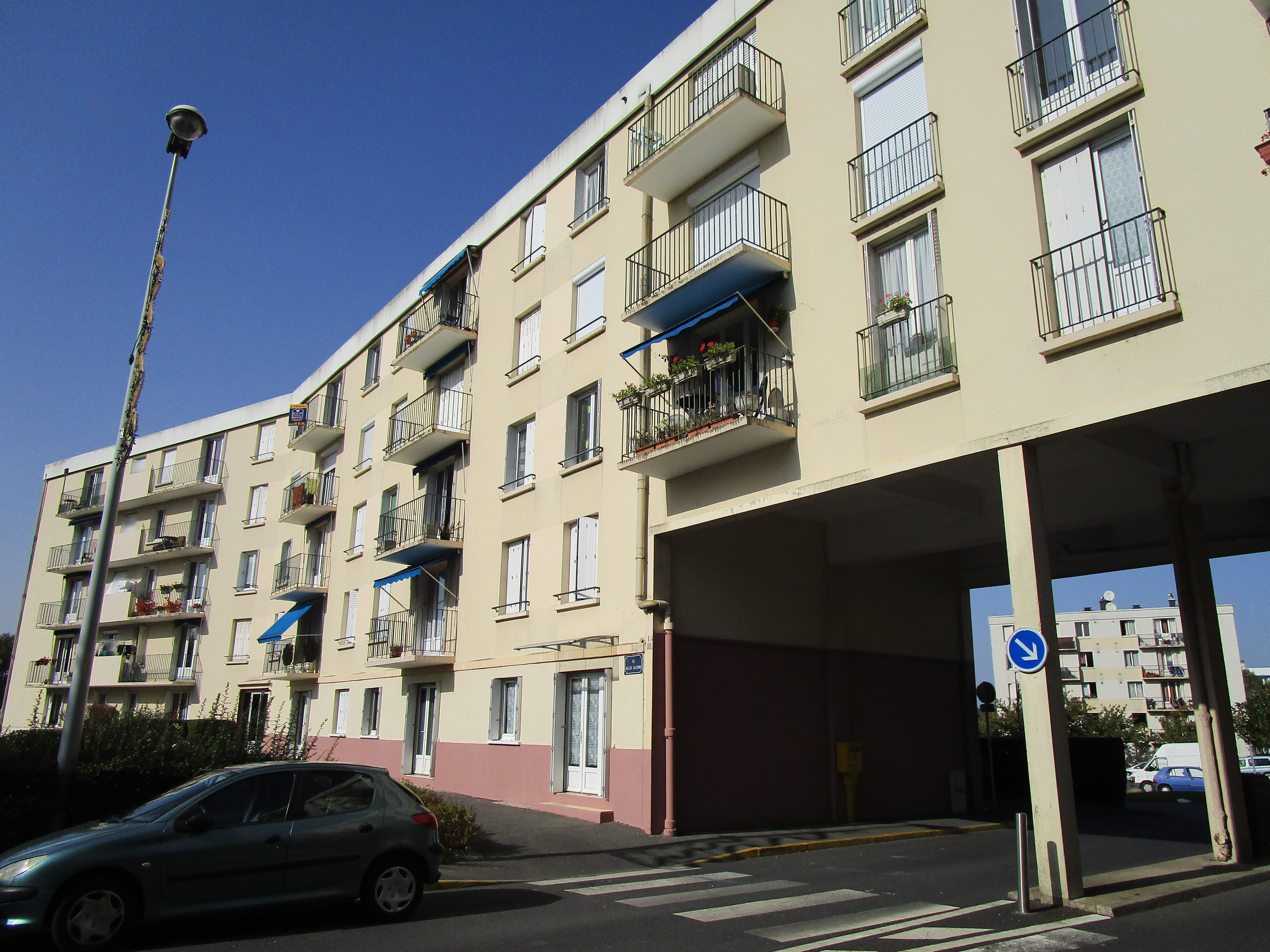
La Bergeonnerie, quartier de veille active de Tours.

Le quartier de veille active (QVA) est un dispositif de la politique de la ville française rassemblant des quartiers socialement défavorisés, mais présentant des difficultés estimées moins importantes que pour les quartiers prioritaires de la politique de la ville. On compte 813 quartiers de veille active. 
Le dispositif est créé par la loi du 21 février 2014 de programmation pour la ville et la cohésion urbaine. Dans le cadre de la suppression du dispositif des zones urbaines sensibles (ZUS), les quartiers de veille active correspondent aux anciennes ZUS ou anciens quartiers en contrats urbains de cohésion sociale qui ne sont pas intégrés parmi les quelque 1 500 nouveaux quartiers prioritaires.
Les critères de sélection des quartiers sont d'ordre sociaux, essentiellement à travers les statistiques des caisses d'allocations familiales (CAF), soit notamment la proportion d'allocataires ou de bénéficiaires du revenu de solidarité active (RSA). 

## Sources
- Quartiers de veille active (QVA) sur sig.ville.gouv.fr